# Coll de Montés
El Coll de Montés és un jaciment arqueològic prehistòric que es troba a la Granadella (les Garrigues), inclòs a l'Inventari del Patrimoni Arqueològic i Paleontològic de Catalunya.
Es situa cronològicament al Paleolític superior, on s'ha detectat una habitació sense estructures i diverses restes d'indústria lítica.

## Situació geogràfica i geològica
El jaciment està situat al municipi de la Granadella, a la comarca de Les Garrigues. Les seves coordenades UTM són X: 301600.00, Y: 4580500.00, a una altitud de 505 m sobre el nivell del mar.
Es troba a una cinglera, en un terreny erm, al sud-est del cim del tossal de les Llangossets i a l'est del Coll de Montés. La zona es troba densament coberta de pins, coscolls i vegetació arbustiva. Concretament, el jaciment ocupa els terrenys situats al voltant de la cinglera i el seu desplom. Actualment, l'estat de conservació del jaciment és dolent.

## Descobriment i historiografia del jaciment
Es tenen referències orals per part de Mateu Esqueda i Ribes, del Grup Cultural de Granyena de les Garrigues i de Xavier Martí de la Granadella.

## Descripció
Es tracta d'un jaciment amb una habitació sense estructures datat del Paleolític superior (-33000/-9000).

## Troballes
S'hi ha trobat diverses restes d'indústria lítica de sílex com esclats, làmines de dors retocat, nuclis i gratadors. A més, s'ha trobat un antic forn de calç molt malmès en el vessant oriental del cim tossal de Llangossets. Actualment, les troballes es troben al Museu Local Arqueològic d'Artesa de Lleida.